# Corte Superior de Justicia de Loreto
La Corte Superior de Justicia de Loreto es el tribunal de apelación cuya sede es la ciudad de Iquitos, capital del  departamento de Loreto y cuya competencia se extiende a todo el Distrito Judicial de Loreto. Fue creada el 6 de octubre de 1906 durante el gobierno de José Pardo y Barreda. Está compuesta por un total de 3 salas superiores que conocen en segunda instancia las sentencias expedidas por los juzgados especializados del distrito judicial.

## Historia
La corte fue creada mediante Ley N.º 230 del 6 de octubre de 1906 y se instaló el 21 de abril de 1907 durante el gobierno de José Pardo y Barreda. Su primer presidente fue el doctor José Adriano La Madrid y los vocales fueron los señores Alfredo del Valle y Moisés Bohl; todos ellos exdiputados de la República en representación del departamento de Loreto. Su jurisdicción inicial incluía los territorios de los actuales departamentos de Loreto, San Martín y Ucayali los mismos que hasta ese momento dependían administrativamente de la Corte Superior de Justicia de Cajamarca.

## Competencia territorial
Según la organización territorial inicial, las Cortes Superiores tenían competencia territorial en el departamento de su sede, el mismo que se correspondía con un determinado Distrito Judicial. Sin embargo, esta división fue modificándose paulatinamente por razones de cercanía comunicativa. En la actualidad la Corte Superior de Justicia de Loreto es una excepción a esa regla al tener competencia territorial únicamente sobre siete provincias del departamento de Loreto: Loreto, Datem del Marañón, Mariscal Ramón Castilla, Maynas, Putumayo, Requena y Ucayali. La provincia de Alto Amazonas que también pertenece al mismo departamento pertenece al Distrito Judicial de San Martín

## Composición
La Corte Superior de Justicia de Loreto está conformada por 3 salas superiores con sede en Iquitos (1 sala civil y 2 salas penales). Cada Sala está conformada por tres jueces superiores que, en el Perú, reciben la denominación de "vocales superiores". La reunión de todos los vocales superiores constituyen la "Sala Plena" que es el máximo órgano deliberativo de la Corte Superior.

## Presidente de la Corte Superior
De conformidad con los artículos 38 y 45 de la Ley Orgánica del Poder Judicial, los vocales eligen un Presidente de la Corte Superior. En el caso de Loreto, la elección se realiza el primer jueves del mes de diciembre cada dos años mediante votación secreta de los vocales superiores titulares.
El actual Presidente de la Corte Superior es el doctor Aristóteles Álvarez López.